# Sarah Holcomb
Sarah Holcomb (nacida en 1960) es una exactriz estadounidense. Apareció en National Lampoon's Animal House en 1978 y en otras películas. Es recordada por su papel debut en Animal House como Clorette DePasto, la hija de trece años de Carmine DePasto, aunque Holcomb tenía dieciocho años en el momento de la filmación.

## Filmografía
- Animal House (1978)
- Walk Proud (1979)
- Happy Birthday, Gemini (1980)
- Caddyshack (1980)
- The Blues Brothers (1980)